# START
Відеосервіс Start (також відомий як Start.ru; стилізовано під START) — російський відеосервіс, запущений в жовтні 2017 року компанією «Yellow, Black and White». Компанія виробляє власні оригінальні фільми і серіали, а також надає доступ до контенту по підписці за технологією OTT. Найвідомішими проєктами START є серіали «Колишні», «Краще, ніж люди», «Утриманки», «Шторм», «257 причин, щоб жити», «Поза грою», фільми «Завод», «Текст» і «Готель „Белград“». У 2019 права на показ «Краще, ніж люди» під брендом Netflix Originals були придбані Netflix, а права на показ першого сезону серіалу «Утриманки» купив сервіс Amazon Prime для лінійки Exclusives and Originals. За даними Telecom Daily в 2019 році сервіс став самим швидкозростаючим відеосервісом в Росії.

## Історія
START був запущений восени 2017 року і відразу став працювати по всьому світу.
На початку 2019 року Netflix придбав ексклюзивні права на показ серіалу «Краще, ніж люди», який також був створений сервісом START і продюсерською компанією Yellow, Black & White.
В кінці 2019 року Amazon Prime Video придбав ексклюзивні права на показ серіалу «Утриманки».
Станом на серпень 2019 року у START було 300 тисяч передплатників у 174 країнах, з них близько 40%— за межами СНД. У листопаді 2019 року сервіс заявляв про 400 тисяч передплатників. У січні 2020 року— близько 500 тисяч, а в лютому 2020 року — 750 тисяч передплатників.
З квітня 2021 року "Старт" входить до складу так званого цифрового медіахолдингу. До складу холдингу "Старт" також входять продакшн-студія "Старт Студіо", яка управляє всіма правами на оригінальні серіали, дистриб'юторська компанія повнометражних фільмів "Олл Медіа" та агенція "Старт Талант". 

## Власники і керівництво
Станом на лютий 2020 року 74% акцій належать ТОВ «Діджитал Медіа Холдинг», по 23,75% якого володіють засновники відеосервісу Едуард Ілояна, Олексій Троцюк, Віталій Шляппо і Денис Жалинський, ще 5% у гендиректора START Юлії Міндубаєвої.
26% акцій онлайн-кінотеатру належить компанії TCT Production Ltd. (з грудня 2017 року належить «Газпром-Медіа»).
У лютому 2020 року стало відомо, що частина частки в відеосервісі START з 15 січня перебуває в заставі у АТ «МегаЛабс», що належить «Мегафон».

## Бізнес
Початкові інвестиції в проєкт склали 1 млрд рублів.
Консолідована виручка платформи за 2018 рік склала понад 800 млн руб. За перше півріччя 2019 року виручка виросла більш ніж в три рази, і START вийшов на операційну беззбитковість.
За словами одного із засновників Едуарда Ілояна, загальні вкладення в розвиток проєкту на кінець 2019 року склали 
2,3-2,4 млрд. руб.

## Технічні деталі
Відеосервіс START доступний для перегляду в більшості сучасних інтернет-браузерів, також існують додатки для мобільних платформ Android і iOS; платформи Android TV, приставки Apple TV, а також для моделей телевізорів з функцією Smart TV. На телевізорах Samsung контент доступний у форматі Ultra HD 4K, причому кількість годин контенту відеосервісу START в 4К як в травні 2019 року склало 150 годин, що є рекордом для російського ринку SVOD-сервісів.

## Контент
Бібліотека START складається з російських і закордонних художніх і документальних фільмів, серіалів, мультфільмів, ток-шоу. Серіали виробництва материнської компанії Yellow, Black and White («Гранд», «ІП Пирогова», «Коротше», «Фітнес») з'являються на START раніше, ніж в ефірі телеканалу «Супер».
Також в бібліотеці START доступні серіали і фільми власного виробництва. START справив і випустив такі серіали як «Утриманки» (2 сезону), «Краще, ніж люди» (1 сезон), «Шторм» (1 сезон), «Колишні» (2 сезону), «Поза грою» (2 сезону), «Лапси» (2 сезону), «257 причин, щоб жити» (1 сезон), «Надія» (1 сезон), «Текст» (1 сезон), шоу «Утриманки Special» (1 сезон) і "Коронний вихід " (1 сезон).
У виробництві на різних стадіях станом на лютий 2020 року перебувають близько 30 проєктів, серед яких «Вампіри середньої смуги», «Хороша людина», «Безпечні зв'язку». Фільми, вироблені START, включають «Завод» Юрія Бикова, «Текст» Клима Шипенко і «Готель „Белград“».
У листопаді 2019 року Start підписав контракт з Костянтином Богомоловим, за умовами якого режисер повинен випустити п'ять нових проєктів протягом двох років і не зможе співпрацювати з іншими виробниками теле- і кіноконтенту.

## Дитячий контент
Компанія START має безпечний дитячий профіль, в якому приховано весь дорослий контент. Також компанія займається виробництвом власних дитячих програм в партнерстві з компанією StoryTime. Першим проєктом відеосервісу для дітей стала адаптація британського шоу «Букабу». Учасниками шоу стали Андрій Бурковський, Ольга Шелест, Олена Кулецька, Тетяна Вєдєнєєва, Станіслав Дужников, Аліса Гребенщикова, Олександр Олешко та інші.

## Нагороди та фестивалі
18 листопада 2018 року на церемонії вручення першої в Росії премії в області вебіндустрії, організованої проєктом The Digital Reporter, START отримав приз «За підтримку національного контенту» (від журі Асоціації продюсерів кіно і телебачення).
Серіал «Краще, ніж люди» в 2019 році отримав дві премії Асоціації продюсерів кіно і телебачення— за кращі візуальні ефекти і кращу роботу художника по гриму, серіал також був номінований в категоріях «Кращий телевізійний міні-серіал» і «Краща актриса в міні- серіалі» (Пауліна Андрєєва).
Серіал «Шторм» Бориса Хлєбнікова, прем'єра якого відбулася на 30-му фестивалі «Кінотавр» влітку 2019 року, був номінований на премію «Золотий орел» в 2019 році як «Кращий міні-серіал», актриса Анна Михалкова за роль в «шторм» отримала «Золотий орел» як найкраща актриса. Серіал також став срібним призером нагороди New York Festivals TV and Film Awards в категорії Streaming Drama, отримав п'ять нагород на фестивалі «Ранок Батьківщини» в Південно-Сахалінську, став кращим інтернет-серіалом за версією Другої премії в області вебіндустрія.
Фільм «Текст» Клима Шипенко отримав 4 премії «Золотий орел» за 2019 рік— в категоріях «Кращий фільм», «Краща чоловіча роль» (Олександр Петров), «Краща чоловіча роль другого плану» (Іван Янковський) і «Кращий монтаж» (Тім Павелко). На фестивалі російського кіно в Онфлер в 2019 році фільм отримав приз Франсуа Шале за кращий сценарій (Дмитро Глухівський) і приз за кращу чоловічу роль (Олександр Петров та Іван Янковський). Картина також отримала премію «Подія року» журналу «Кінорепортёр»: головний приз «Проєкт року» в категорії «Кращий фільм», приз «Актор року» (Олександр Петров), була номінована на «Ніку» в категорії «Краща сценарна робота».
У вересні 2018 році пілотна серія оригінального проєкту START «257 причин, щоб жити» стала володарем головного призу у конкурсі серіалів «Рух. Назустріч» на VI Національному кінофестивалі дебютів «Рух». У 2020 році стало відомо, що серіал відібраний в конкурс фестивалю CANNESERIES-2020 року, проведення якого призначено на жовтень 2020 року.
У 2020 на премію Асоціації продюсерів кіно і телебачення були номіновані чотири проєкти START— «Шторм» (Кращий міні-серіал, краща сценарна робота, краща режисерська робота, краща робота кастинг-директора, кращий актор серіалу, найкраща актриса серіалу, кращий актор другого плану в серіалі), «Колишні» (Краща актриса в серіалі), «Утриманки» (Краща актриса другого плану, краща робота режисера монтажу, краща сценарна робота), «Текст» (кращий художній повнометражний фільм).
За підсумками премії проєкти START здобули шість нагород: за кращий художній повнометражний фільм, кращий телевізійний міні-серіал (5-24 серії), кращу сценарну роботу (Наталія Мещанінова, Степан Девонін і Ілля Тилькин), кращу режисерську роботу (Борис Хлєбніков), а також в номінаціях «Кращий актор телевізійного фільму/серіалу» (Олександр Робак) і «Кращий актор другого плану в телевізійному фільмі/серіалі» (Максим Лагашкін).

## Конкуренти
Конкурентами START на російському ринку ОТТ-сервісів є онлайн-кінотеатри, що виробляють власний контент, такі як Premier, КиноПоиск HD, okko, ivi.ru та more.tv.